# Каракийски район
Каракийският район (на казахски: Қарақия ауданы) е съставна част на Мангистауска област, Казахстан. Административен център е село Курик. Обща площ 64 300 км2 и население 38 145 души (по приблизителна оценка към 1 януари 2020 г.).